# Nassrallah Lallouche
Nassrallah Lallouche (ur. 15 stycznia 1992) – algierski zapaśnik walczący w stylu wolnym. Dwukrotny medalista mistrzostw Afryki w latach 2014 - 2016. Mistrz arabski w 2013. Wicemistrz śródziemnomorski w 2014 roku.